# Primärer Hustenkopfschmerz
Der primäre Hustenkopfschmerz ist ein plötzlich auftretender zumeist beidseitiger Kopfschmerz, der durch Husten oder andere plötzliche Druckerhöhung im Kopf (Valsalva-Manöver) ausgelöst wird. Es handelt sich um einen primären Kopfschmerz, d. h. keine andere Erkrankung ist ursächlich für die Beschwerden.

## Charakteristika
Entsprechend der internationalen Klassifikation der Kopfschmerzen (ICHD-3) gelten folgende diagnostische Kriterien:
- Kopfschmerz wird ausschließlich ausgelöst durch vorübergehende Druckerhöhung im Kopf (Husten, Niesen, Pressen, anderes Valsalva-Manöver), nicht aber durch längere körperliche Anstrengung.
- Kopfschmerz beginnt plötzlich, erreicht seinen Höhepunkt also sehr schnell und hält danach höchstens ein paar Minuten an (leichtere Kopfschmerzen bis zwei Stunden lang sind möglich).

Um die Diagnose zu stellen, müssen sich mindestens zwei solcher Episoden ereignet haben und es sollten andere Kopfschmerzursachen ausgeschlossen werden. Dies ist besonders bei Kindern und jüngeren Erwachsenen zu beachten, da ein primärer Hustenkopfschmerz vor dem 40. Lebensjahr ungewöhnlich ist.

## Diagnostik
Die klinische (neurologische) Untersuchung darf keine Abweichungen ergeben, es darf kein Fieber bestehen. Bei Erstereignis muss in der Regel eine Computertomographie oder Kernspintomographie des Kopfes und oft eine Liquoruntersuchung durchgeführt werden, um insbesondere eine Subarachnoidalblutung auszuschließen. Dabei zeigt sich in etwa der Hälfte der Betroffenen eine andere Ursache. Wenn derartige Episoden mehrfach aufgetreten sind, kann auf apparative Diagnostik oft verzichtet werden.

## Therapie
Der primäre Hustenkopfschmerz lässt sich meist mit Indometacin behandeln. Wegen der kurzen Schmerzdauer muss dieses bei erwartet häufigerem Auftreten (Grunderkrankung mit Husten) zeitweise prophylaktisch eingenommen werden. Alternativ hat sich Acetazolamid wirksam gezeigt.
Zudem ist es oft sinnvoll, Medikamente einzusetzen, die den Husten dämpfen (Antitussivum) oder das Abhusten erleichtern (Schleimlöser). Eventuell müssen auch Medikamente abgesetzt werden, die Husten verursachen können (z. B. ACE-Hemmer).